# Ali Abdulla Eid
Ali Abdulla Eid (født 18. januar 1991) er en bahrainsk håndboldspiller.
Han repræsenterede Bahrain ved sommer-OL 2020 i Tokyo, hvor hans hold blev elimineret i kvartfinalen.